# Orlando Rivas
Orlando Rivas (17 juli 1950) is een voormalig profvoetballer uit Colombia, die als verdediger onder meer speelde voor América de Cali. Hij nam met het Colombiaans voetbalelftal deel aan de Olympische Spelen van 1972 in München, waar de ploeg in de voorronde werd uitgeschakeld na nederlagen tegen Polen en Oost-Duitsland, en een overwinning op Ghana.